# Pholcus quinghaiensis
Pholcus quinghaiensis is een spinnensoort uit de familie trilspinnen (Pholcidae). De soort komt voor in China.